# Zwierzyniec Towarowy
Zwierzyniec Towarowy (do 1979 roku Biały Słup) – stacja kolejowa w Zwierzyńcu, w województwie lubelskim, w Polsce. Znajduje się tu 1 peron.